# Institutiones
Institutiones (plural av latinets institutio, inrättning, undervisning) kallas i rättsvetenskapen en översiktlig framställning av rätten, som inledning i vetenskapen. 
Inom den bevarade romerska rättslitteraturen torde beteckningen i denna mening först ha använts av den romerske juristen Gajus i hans Institutionum juris civilis commentarii IV (författad omkring 160 e. Kr.), varav en edition utgivits av Krüger och Wilhelm Studemund som band I av Collectio librorum juris antejustinianei. 
Efter detta mönster lät Justinianus I senare utarbeta det verk som är känt under namnet Justiniani institutiones. Detta utgör en avdelning av "Corpus juris civilis" som var avsett som en lärobok i rättsvetenskapen, officiellt tillägnad cupidæ legum juventuti, men som även sanktionerades som gällande lag.
I motsättning mot pandekträtt betecknar institutionsrätt ofta en - naturligen översiktlig - framställning av den rena romerska rätten, sådan denna utvecklats till Justinianus tid.